# Marbletown
Marbletown es un pueblo ubicado en el condado de Ulster en el estado estadounidense de Nueva York. En el año 2000 tenía una población de 5,854 habitantes y una densidad poblacional de 41 personas por km².

## Geografía
Marbletown se encuentra ubicado en las coordenadas 41°51′12″N 74°0′21″O / 41.85333, -74.00583. Según la Oficina del Censo, la ciudad tiene un área total de 142,9 km² (55,2 mi²), de la cual 141,4 km² (54,6 mi²) es tierra y 1,6 km² (0,6 mi²) (4.91%) es agua.

## Demografía
Según la Oficina del Censo en 2000 los ingresos medios por hogar en la localidad eran de $46,250, y los ingresos medios por familia eran $54,085. Los hombres tenían unos ingresos medios de $40,640 frente a los $30,130 para las mujeres. La renta per cápita para la localidad era de $23,962. Alrededor del 7.3% de la población estaban por debajo del umbral de pobreza.